# Saint-Étienne-lès-Remiremont
Saint-Étienne-lès-Remiremont ist eine französische Kleinstadt mit 3814 Einwohnern (Stand 1. Januar 2022) im Département Vosges im Süden der Region Grand Est. Sie gehört zum Arrondissement Épinal und zum Gemeindeverband Porte des Vosges Méridionales.

## Geografie
Die Stadt Saint-Étienne-lès-Remiremont grenzt unmittelbar an die Stadt Remiremont, die obere Mosel bildet dabei die Trennungslinie. Die aus den Vogesen kommende Moselotte mündet südöstlich des Kernortes in die Mosel.
Das 33,8 km² umfassende Gemeindegebiet von Saint-Étienne-lès-Remiremont erstreckt sich von der Moselotte-Mündung aus entlang des rechten Moselufers auf einer Länge von fast zehn Kilometern nach Norden. Zum Gemeindegebiet zählen auch die bewaldeten, zum Forêt de Fossard gehörenden Ausläufer der Vogesen östlich der Mosel sowie ein 100 bis 500 Meter breites Flurstück südlich des Kernortes, das bis an die Rhein-Rhône-Wasserscheide heranreicht. Mit 819 Metern über dem Meer wird im Nordosten der Gemeinde der höchste Punkt erreicht. Weitere Erhebungen sind der Roche du Thin (757 m) und der Aussichtspunkt Saint-Mont (667 m). Im Gemeindegebiet von Saint-Étienne fließen die Bergbäche Ruisseau de la Suche, Ruisseau de Seux und Ruisseau de la Croisette zur Mosel.
Das Moseltal im Bereich Remiremont/Saint-Étienne ist etwa 2000 Meter breit, was die Anlage von Siedlungen beiderseits des Flusses begünstigte. Der Talboden ist von bebauten Grundstücken geprägt, nördlich des Kernortes herrscht Acker- und Wiesenland vor.
Die zur Stadt gehörenden Ortsteile Seux und Xennois sind inzwischen mit Saint-Étienne zusammengewachsen. Am Saint-Nabord gegenüberliegenden Moselufer liegt der Ortsteil Méhachamp, im Süden der Weiler La Croisette.
Nachbargemeinden von Saint-Étienne-lès-Remiremont sind Éloyes im Norden, Tendon im Nordosten, Cleurie und Saint-Amé im Osten, Dommartin-lès-Remiremont im Südwesten und Süden, Girmont-Val-d’Ajol und Le Val-d’Ajol im Südwesten sowie Remiremont und Saint-Nabord im Westen.

## Geschichte
Bereits im 7. Jahrhundert wurde Sancti Stepha – das heutige Saint-Étienne – erstmals erwähnt. Seit dem Mittelalter war Saint-Étienne ein Zankapfel zwischen den Herzögen von Lothringen und dem Stift in Remiremont.
Die Ausbrüche von Pest und Lepra hinterließen im Jahr 1710 60 überlebende Bewohner. 1804 hatte Saint-Étienne wieder 1322 Einwohner.
Während der Französischen Revolution hieß die Gemeinde Val Moselle. 1937 wurde Saint-Étienne zur besseren Unterscheidung zahlreicher gleichnamiger Gemeinden in Frankreich nach Saint-Étienne-lès-Remiremont umbenannt.

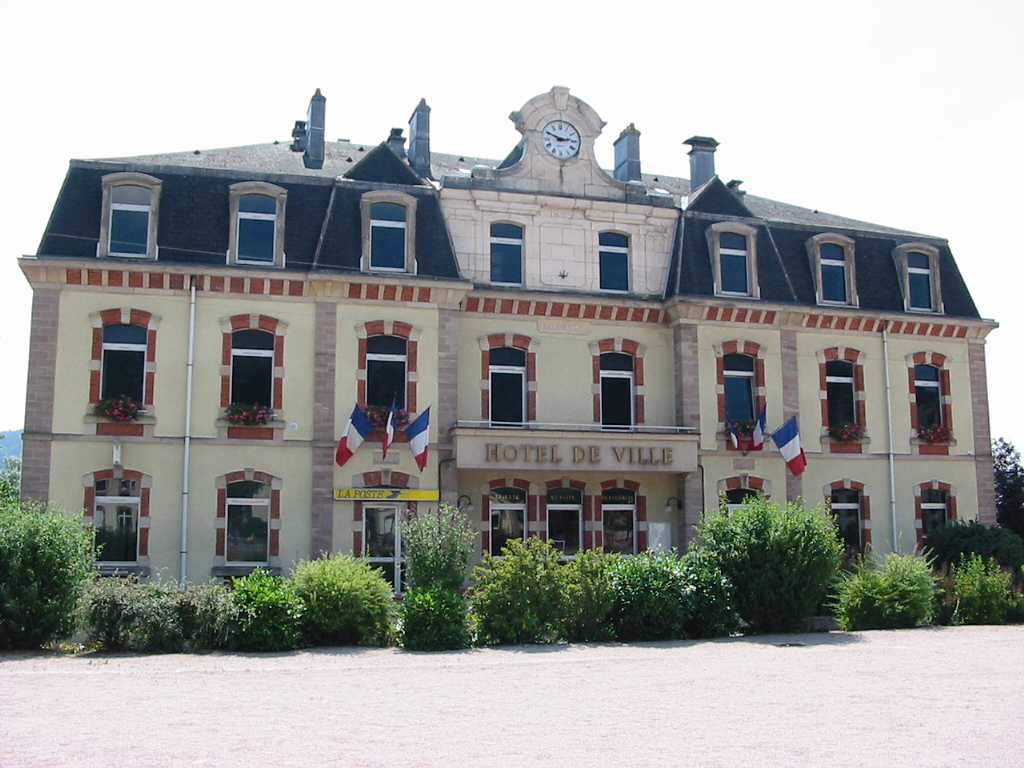
Rathaus (Hôtel de ville), ehemaliges Kasernengebäude

### Wappen
Die Wellenlinien in Göpelform symbolisieren den Zusammenfluss von Mosel und Moselotte, der Schlüssel und das Patriarchenkreuz erinnern an die ehemaligen Herrschaften der Gemeinde, der Turm stellt die Pfarrkirche dar. Die Spindel steht für die lange Tradition der Textilindustrie im Ort.

### Bevölkerungsentwicklung
| Jahr      | 1962 | 1968 | 1975 | 1982 | 1990 | 1999 | 2006 | 2013 | 2022 |
| Einwohner | 3369 | 3741 | 3936 | 4497 | 4085 | 4057 | 3919 | 3848 | 3814 |

Die Stadt Saint-Étienne-lès-Remiremont ist bis in die 1980er Jahre kontinuierlich gewachsen, seither macht sich der Niedergang der Textilindustrie auf die Bevölkerungszahlen bemerkbar. Im Jahr 1982 wurde mit 4497 Bewohnern die bisher höchste Einwohnerzahl ermittelt. Die Zahlen basieren auf den Daten von cassini.ehess.fr und INSEE.

## Sehenswürdigkeiten
- Kapelle Sainte-Sabine

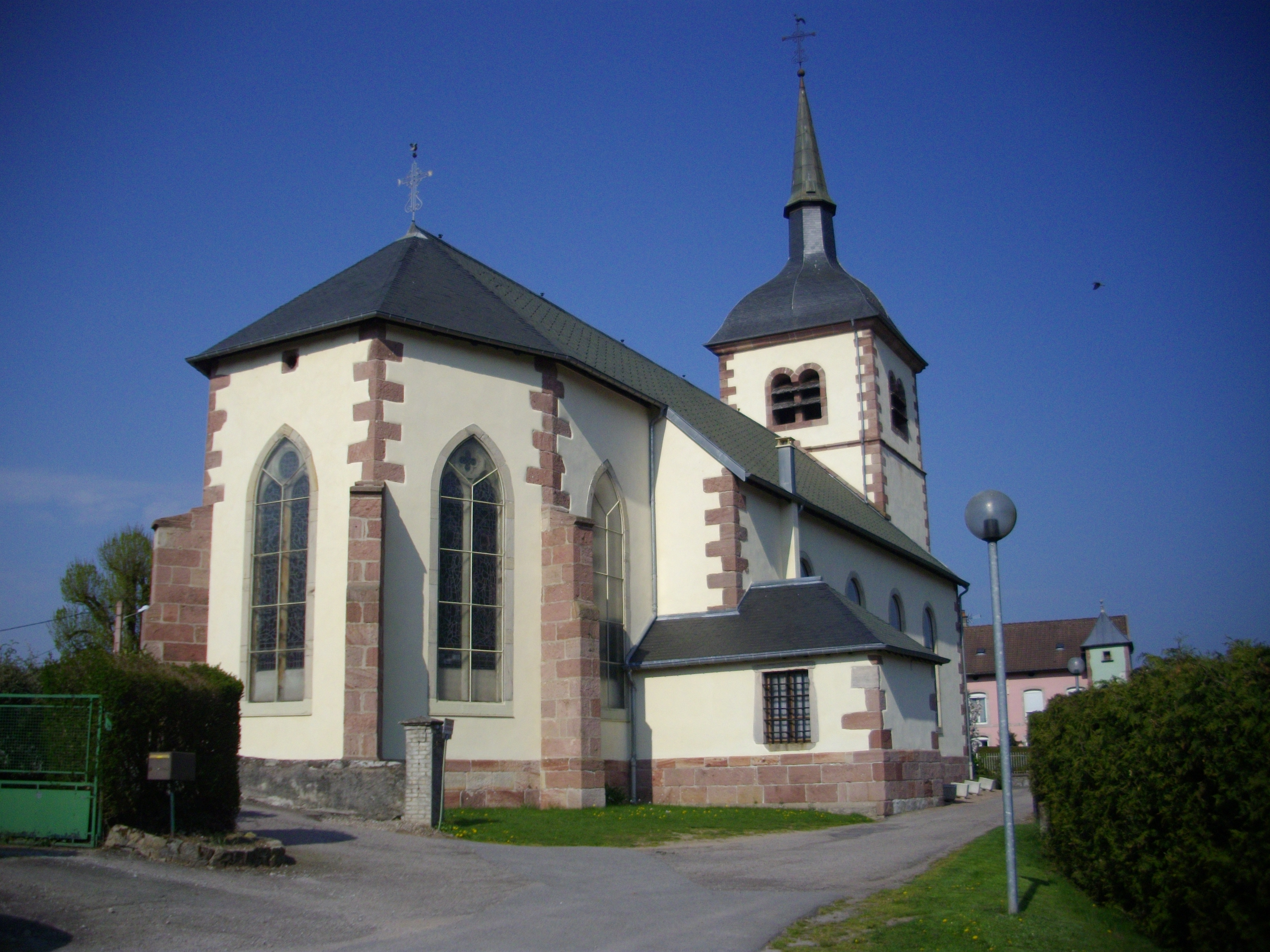
Kirche Saint-Étienne

- „Kerlinken“, fünf Meter hoher Menhir im Forêt de Fossard
- Kirche Saint-Étienne, im 18. Jahrhundert errichtet

Siehe auch: Liste der Monuments historiques in Saint-Étienne-lès-Remiremont

## Partnerschaft
Mit der portugiesischen Stadt Vila das Aves verbindet Saint-Étienne seit 1986 eine Partnerschaft, die auf zahlreiche Gastarbeiter aus Vila das Aves in der Textilindustrie zwischen 1960 und 1975 zurückgeht.

## Wirtschaft und Infrastruktur

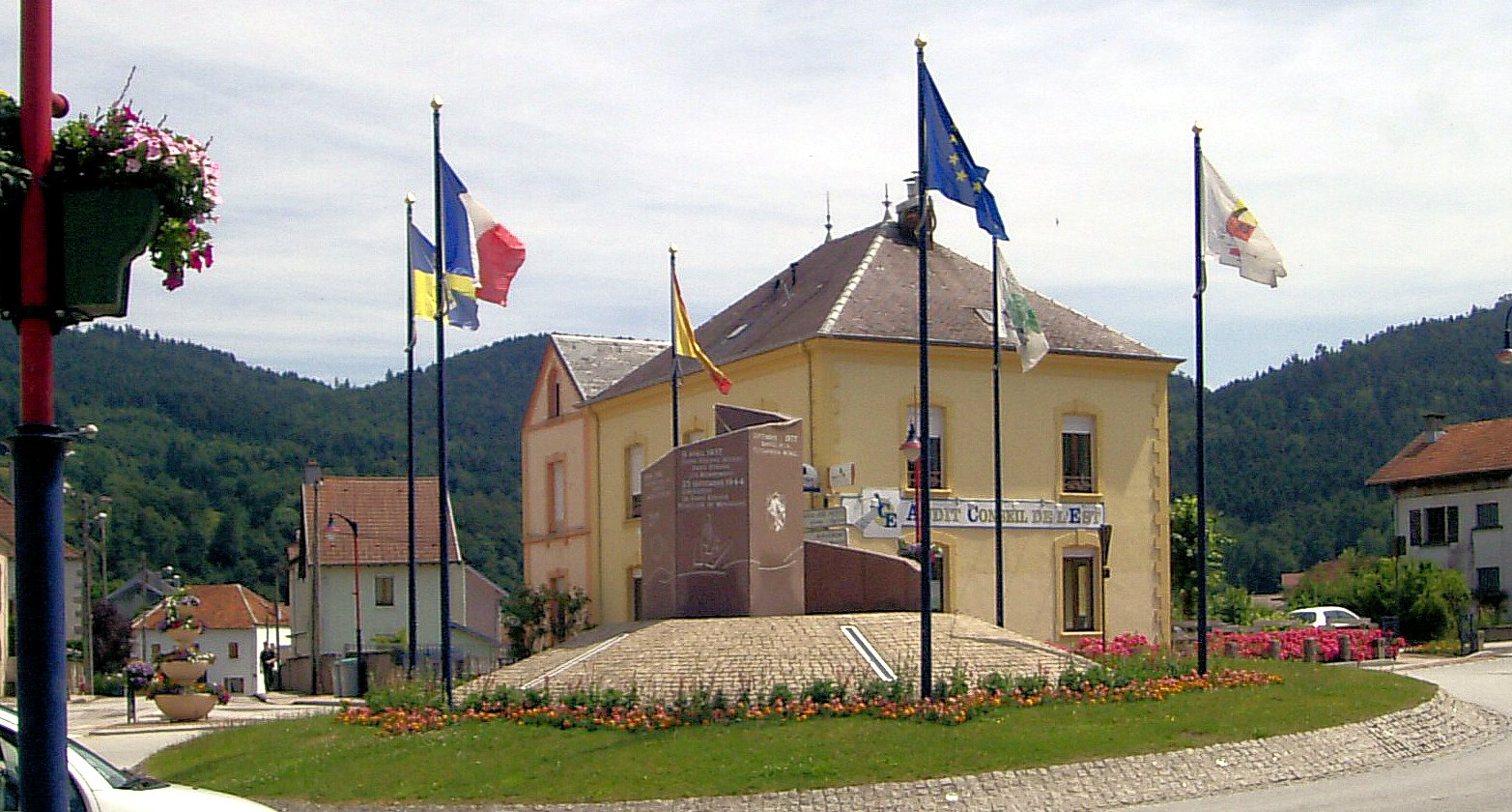
Ortsmitte

Land- und Forstwirtschaft spielen in der Gemeinde eine untergeordnete Rolle, gleichwohl gibt es im Gemeindegebiet 21 Landwirtschaftsbetriebe (Milchwirtschaft, Rinder- und Geflügelzucht). Nennenswert sind auch der Gemüse- und Gartenbau. Saint-Étienne ist eine Industriegemeinde, im Gewerbepark Grands Moulins sowie im Süden des Kernortes sind zahlreiche Betriebe verschiedener Branchen ansässig, die über 1000 Arbeitsplätze bieten.
Die stark frequentierte Route nationale 66 (Europastraße 512) von Épinal über den Col de Bussang nach Mülhausen führt südwestlich des Kernortes am linken Moselufer entlang. In Saint-Étienne zweigt von dieser überregional bedeutsamen Straße die Départementsstraße 417 nach Gérardmer und Colmar ab. Im nahegelegenen Bahnhof von Remiremont bestehen Anschlüsse nach Épinal und Nancy.

## Belege
1. ↑  kurzer Geschichtsabriss auf ville-st-etienne-remiremont.fr/ (französisch)
2. ↑  Wappen auf genealogie-lorraine.fr
3. ↑  Saint-Étienne-lès-Remiremont auf cassini.ehess.fr
4. ↑  Saint-Étienne-lès-Remiremont auf INSEE
5. ↑  Landwirtschaftsbetriebe auf annuaire-mairie.fr (französisch)